# 우치우라촌 (후쿠이현)
우치우라촌(内浦村)은 후쿠이현 오이군에 설치되었던 촌이다. 현재의 다카하마정 북서부, 우치우라만에 접한 지역에 해당한다. 